# Oxtjärnen (Grangärde socken, Dalarna)
Oxtjärnen är en sjö i Ludvika kommun i Dalarna och ingår i Norrströms huvudavrinningsområde.